# Pagasts de Smārde
 (juillet 2016).
Si vous disposez d'ouvrages ou d'articles de référence ou si vous connaissez des sites web de qualité traitant du thème abordé ici, merci de compléter l'article en donnant les références utiles à sa vérifiabilité et en les liant à la section « Notes et références ».
Le pagasts de Smārde est une unité territoriale au nord de la région de Zemgale en Lettonie ; il est situé dans le novads actuel de la municipalité d'Engure. Bordé par les villes de Tukums et de Jūrmala, les plus grands villages se trouvant sur le territoire du pagasts sont Smārde (789 habitants), Milzkalne (532 habitants), Rauda (354 habitants) et Cērkste (184 habitants).
Les plus grands lacs environnants sont ceux de Kaņieris, Valgums et Melnezers.

## Histoire

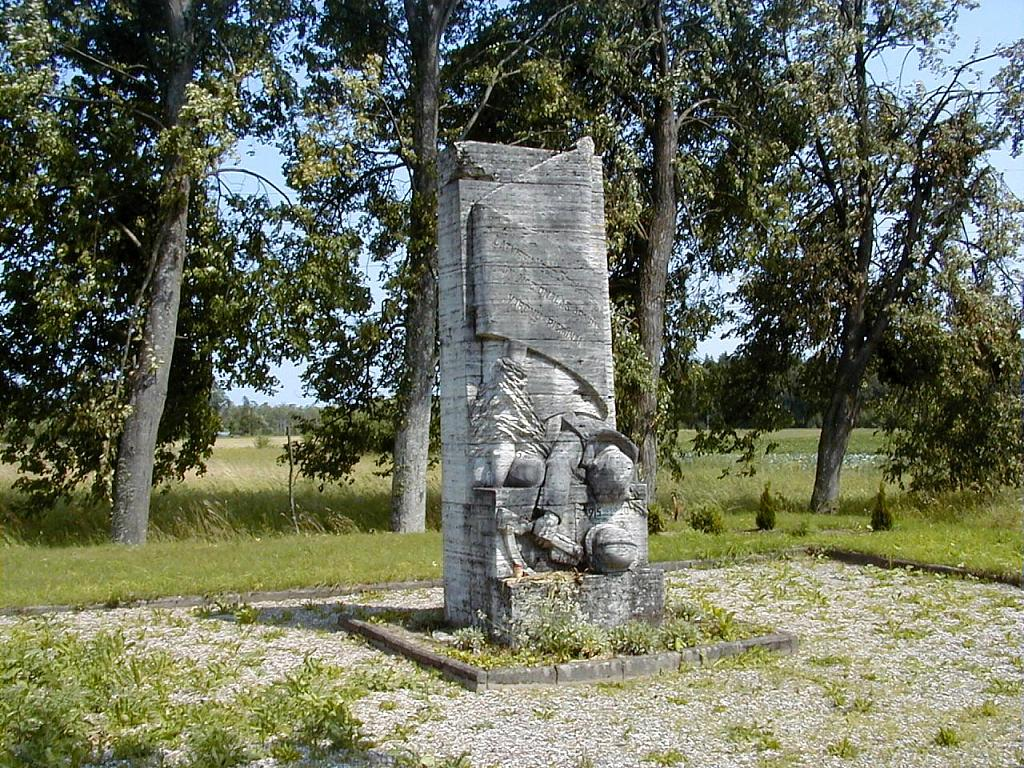
Vue du monument aux morts de la Première Guerre mondiale, commune de Smārde, sculpture de Kārlis Zāle.

Le nom de Smārde est mentionné pour la première fois dans des sources historiques en 1253.

## Transports et infrastructures
Traversé par la ligne de chemin de fer Riga-Tukums pour les stations de Smārde et Milzkalne, le pagasts comporte également une partie du parc national de Ķemeri. Le pagasts dispose de deux écoles : l'une à Smārde et l'autre à Milzkalne.

## Personnalités importantes
- Ansis Gulbis (1873 - 1936), éditeur et écrivain.
- Fricis Virsaitis (1881 - 1943), général de l'armée lettone.
- Valdis Lukss (1905 - 1985), poète.
- Andrejs Lejas-Sauss (1895 - 1941), colonel de l'armée lettone.
- Jānis Baltvilks (1944 - 2003) , écrivain et ornithologue.